# Discographie d'Afrojack
Cet article relate la discographie d'Afrojack, disc jockey et compositeur néerlandais.

## Sous Afrojack

### Albums
| Titre            | Chanson                                                                                      | Meilleure position | Meilleure position | Meilleure position | Meilleure position | Meilleure position | Meilleure position | Meilleure position | Meilleure position | Meilleure position | Meilleure position |
| Titre            | Chanson                                                                                      | P-B                | ALL                | AUS                | AUT                | BEL (FLA)          | BEL (WAL)          | É-U                | FRA                | R-U                | SUI                |
| ---------------- | -------------------------------------------------------------------------------------------- | ------------------ | ------------------ | ------------------ | ------------------ | ------------------ | ------------------ | ------------------ | ------------------ | ------------------ | ------------------ |
| Forget the World | - Sortie: 16 mai 2014 - Label: Wall, PM:AM, Universal, Def Jam - Formats: Téléchargement, CD | 4                  | 46                 | 49                 | 30                 | 34                 | 64                 | 32                 | 195                | 76                 | 21                 |

### Singles

#### En tant qu'artiste principal
| Année                                                              | Chanson                                                               | Meilleure position | Meilleure position | Meilleure position | Meilleure position | Meilleure position | Meilleure position | Meilleure position | Meilleure position | Meilleure position | Meilleure position | Album                              |
| Année                                                              | Chanson                                                               | P-B                | ALL                | AUS                | AUT                | BEL (FLA)          | BEL (WAL)          | É-U                | FRA                | R-U                | SUI                | Album                              |
| ------------------------------------------------------------------ | --------------------------------------------------------------------- | ------------------ | ------------------ | ------------------ | ------------------ | ------------------ | ------------------ | ------------------ | ------------------ | ------------------ | ------------------ | ---------------------------------- |
| 2006                                                               | In Your Face                                                          | 60                 | —                  | —                  | —                  | —                  | —                  | —                  | —                  | —                  | —                  | In Your Face EP                    |
| 2008                                                               | Drop Down (Do My Dance) (avec The Partysquad)                         | 12                 | —                  | —                  | —                  | —                  | —                  | —                  | —                  | —                  | —                  |                                    |
| 2008                                                               | Space                                                                 | —                  | —                  | —                  | —                  | —                  | —                  | —                  | —                  | —                  | —                  |                                    |
| 2008                                                               | Dinges (avec Benny Rodrigues)                                         | —                  | —                  | —                  | —                  | —                  | —                  | —                  | —                  | —                  | —                  | Dinges EP                          |
| 2009                                                               | Ghettoblaster (avec Bobby Burns)                                      | —                  | —                  | —                  | —                  | —                  | —                  | —                  | —                  | —                  | —                  |                                    |
| 2009                                                               | Polkadots / Maybe                                                     | —                  | —                  | —                  | —                  | —                  | —                  | —                  | —                  | —                  | —                  | Afrojack EP                        |
| 2010                                                               | Pacha on Acid                                                         | —                  | —                  | —                  | —                  | —                  | —                  | —                  | —                  | —                  | —                  |                                    |
| 2010                                                               | Esther                                                                | —                  | —                  | —                  | —                  | —                  | —                  | —                  | —                  | —                  | —                  | Esther EP                          |
| 2010                                                               | Louder than Words (avec David Guetta feat Niles Mason)                | —                  | 39                 | —                  | 35                 | —                  | —                  | —                  | —                  | —                  | —                  | One More Love                      |
| 2010                                                               | Bangduck                                                              | —                  | —                  | —                  | —                  | —                  | —                  | —                  | —                  | —                  | —                  |                                    |
| 2010                                                               | Real High (avec Bobby Burns)                                          | —                  | —                  | —                  | —                  | —                  | —                  | —                  | —                  | —                  | —                  |                                    |
| 2010                                                               | A Msterdamn (avec The Partysquad)                                     | 86                 | —                  | —                  | —                  | —                  | —                  | —                  | —                  | —                  | —                  |                                    |
| 2010                                                               | Quacky (avec Sidney Samson)                                           | —                  | —                  | —                  | —                  | —                  | —                  | —                  | —                  | —                  | —                  |                                    |
| 2010                                                               | Bungee (avec Bobby Burns)                                             | —                  | —                  | —                  | —                  | —                  | —                  | —                  | —                  | —                  | —                  |                                    |
| 2010                                                               | I'll Be There (avec Gregor Salto feat. Jimbolee)                      | —                  | —                  | —                  | —                  | —                  | —                  | —                  | —                  | —                  | —                  |                                    |
| 2010                                                               | Take Over Control (feat. Eva Simons)                                  | 12                 | 78                 | 17                 | 46                 | —                  | —                  | 41                 | —                  | 24                 | —                  |                                    |
| 2010                                                               | Amanda                                                                | —                  | —                  | —                  | —                  | —                  | —                  | —                  | —                  | —                  | —                  |                                    |
| 2010                                                               | Radioman                                                              | —                  | —                  | —                  | —                  | —                  | —                  | —                  | —                  | —                  | —                  |                                    |
| 2010                                                               | Replica                                                               | —                  | —                  | —                  | —                  | —                  | —                  | —                  | —                  | —                  | —                  |                                    |
| 2011                                                               | Tequila Sunrise (vs Tocadisco)                                        | —                  | —                  | —                  | —                  | —                  | —                  | —                  | —                  | —                  | —                  |                                    |
| 2011                                                               | Bridge (avec Bobby Burns)                                             | —                  | —                  | —                  | —                  | —                  | —                  | —                  | —                  | —                  | —                  |                                    |
| 2011                                                               | Chords                                                                | —                  | —                  | —                  | —                  | —                  | —                  | —                  | —                  | —                  | —                  |                                    |
| 2011                                                               | Doing It Right                                                        | —                  | —                  | —                  | —                  | —                  | —                  | —                  | —                  | —                  | —                  |                                    |
| 2011                                                               | Selecta (avec Quintino)                                               | 74                 | —                  | —                  | —                  | —                  | —                  | —                  | —                  | —                  | —                  |                                    |
| 2011                                                               | Prutataaa (avec R3hab)                                                | —                  | —                  | —                  | —                  | —                  | —                  | —                  | —                  | —                  | —                  |                                    |
| 2011                                                               | Grindin (avec Shermanology)                                           | —                  | —                  | —                  | —                  | —                  | —                  | —                  | —                  | —                  | —                  |                                    |
| 2011                                                               | The Way We See The World (avec Dimitri Vegas & Like Mike & Nervo)     | —                  | —                  | —                  | —                  | 34                 | —                  | —                  | —                  | —                  | —                  |                                    |
| 2011                                                               | No Beef (avec Steve Aoki feat. Miss Palmer)                           | 23                 | —                  | —                  | —                  | —                  | —                  | —                  | 42                 | 21                 | —                  | Wonderland                         |
| 2011                                                               | Lionheart                                                             | —                  | —                  | —                  | —                  | —                  | —                  | —                  | —                  | —                  | —                  |                                    |
| 2012                                                               | Can't Stop Me (avec Shermanology)                                     | 8                  | —                  | —                  | —                  | —                  | —                  | —                  | —                  | —                  | —                  |                                    |
| 2012                                                               | Fatility                                                              | —                  | —                  | —                  | —                  | —                  | —                  | —                  | —                  | —                  | —                  |                                    |
| 2012                                                               | Rock The House                                                        | 19                 | —                  | —                  | —                  | —                  | —                  | —                  | —                  | —                  | —                  |                                    |
| 2012                                                               | Annie's Theme                                                         | —                  | —                  | —                  | —                  | —                  | —                  | —                  | —                  | —                  | —                  |                                    |
| 2012                                                               | Sovereign Light Café (vs Keane)                                       | 29                 | —                  | —                  | —                  | —                  | —                  | —                  | —                  | —                  | —                  | Forget the World (Deluxe)          |
| 2013                                                               | As Your Friend (feat Chris Brown)                                     | 40                 | 67                 | —                  | —                  | —                  | —                  | 88                 | 44                 | 21                 | —                  | Forget the World                   |
| 2013                                                               | Air Guitar (Ultra Music Festival Anthem)                              | —                  | —                  | —                  | —                  | —                  | —                  | —                  | —                  | —                  | —                  |                                    |
| 2013                                                               | The Spark (feat Spree Wilson)                                         | 19                 | 36                 | 37                 | 39                 | —                  | —                  | —                  | —                  | 17                 | 73                 | Forget the World                   |
| 2014                                                               | Do or Die (vs Thirty Seconds to Mars)                                 | 98                 | —                  | —                  | —                  | —                  | —                  | —                  | —                  | —                  | —                  | Forget the World (Deluxe)          |
| 2014                                                               | Ten Feet Tall (feat Wrabel)                                           | 9                  | —                  | —                  | —                  | —                  | —                  | 100                | 182                | 20                 | —                  | Forget the World                   |
| 2014                                                               | Musician                                                              | —                  | —                  | —                  | —                  | —                  | —                  | —                  | —                  | —                  | —                  |                                    |
| 2014                                                               | Dynamite (feat Snoop Dogg)                                            | 76                 | —                  | —                  | —                  | —                  | —                  | —                  | —                  | —                  | —                  | Forget the World                   |
| 2014                                                               | Turn Up The Speakers (avec Martin Garrix)                             | 50                 | —                  | —                  | 57                 | 44                 | —                  | —                  | —                  | —                  | —                  |                                    |
| 2015                                                               | What We Live For (avec Bassjackers)                                   | —                  | —                  | —                  | —                  | —                  | —                  | —                  | —                  | —                  | —                  |                                    |
| 2015                                                               | Afroki (avec Steve Aoki feat Bonnie McKee)                            | —                  | —                  | —                  | —                  | —                  | —                  | —                  | —                  | —                  | —                  | Neon Future I                      |
| 2015                                                               | SummerThing! (feat Mike Taylor)                                       | 25                 | —                  | —                  | 70                 | —                  | —                  | —                  | —                  | —                  | —                  |                                    |
| 2015                                                               | Unstoppable                                                           | —                  | —                  | —                  | —                  | —                  | —                  | —                  | —                  | —                  | —                  |                                    |
| 2016                                                               | Hollywood (avec Hardwell)                                             | —                  | —                  | —                  | —                  | —                  | —                  | —                  | —                  | —                  | —                  |                                    |
| 2016                                                               | Move to the Sound (avec Laidback Luke feat Hawkboy)                   | —                  | —                  | —                  | —                  | —                  | —                  | —                  | —                  | —                  | —                  |                                    |
| 2016                                                               | System (avec Ravitez feat MC Ambush)                                  | —                  | —                  | —                  | —                  | —                  | —                  | —                  | —                  | —                  | —                  |                                    |
| 2016                                                               | Gone (feat Ty Dolla $ign)                                             | —                  | —                  | —                  | —                  | —                  | —                  | —                  | —                  | —                  | —                  |                                    |
| 2016                                                               | Use to Have It All (avec Fais)                                        | 55                 | —                  | —                  | —                  | —                  | —                  | —                  | —                  | —                  | —                  |                                    |
| 2016                                                               | The Great Escape (avec Ravitez feat Amba Shepherd)                    | —                  | —                  | —                  | —                  | —                  | —                  | —                  | —                  | —                  | —                  |                                    |
| 2016                                                               | Tâm điểm ánh nhìn (All Eyes on Us) (feat Tóc Tiên & Suboi)            | —                  | —                  | —                  | —                  | —                  | —                  | —                  | —                  | —                  | —                  |                                    |
| 2017                                                               | Diamonds (avec Jay Karama)                                            | —                  | —                  | —                  | —                  | —                  | —                  | —                  | —                  | —                  | —                  |                                    |
| 2017                                                               | Wave Your Flag (feat Luis Fonsi)                                      | —                  | —                  | —                  | —                  | —                  | —                  | —                  | —                  | —                  | —                  |                                    |
| 2017                                                               | Life Good (avec Cesqeaux feat O.T. Genasis)                           | —                  | —                  | —                  | —                  | —                  | —                  | —                  | —                  | —                  | —                  |                                    |
| 2017                                                               | Another Life (avec David Guetta feat Ester Dean)                      | 64                 | —                  | —                  | 73                 | —                  | —                  | —                  | 115                | —                  | 65                 |                                    |
| 2017                                                               | No Tomorrow (feat Belly & O.T. Genasis & Ricky Breaker)               | —                  | —                  | —                  | —                  | —                  | —                  | —                  | —                  | —                  | —                  |                                    |
| 2017                                                               | Keep It Low (feat Mightyfools)                                        | —                  | —                  | —                  | —                  | —                  | —                  | —                  | —                  | —                  | —                  |                                    |
| 2017                                                               | Hands Up (avec Hardwell feat MC Ambush)                               | —                  | —                  | —                  | —                  | —                  | —                  | —                  | —                  | —                  | —                  | Hardwell Presents: Revealed Vol. 8 |
| 2017                                                               | Lost (avec Vassy feat Oliver Rosa)                                    | —                  | —                  | —                  | —                  | —                  | —                  | —                  | —                  | —                  | —                  |                                    |
| 2017                                                               | Dirty Sexy Money (avec David Guetta feat Charli XCX & French Montana) | 60                 | 46                 | 18                 | 46                 | —                  | 41                 | —                  | 22                 | 35                 | 52                 |                                    |
| 2017                                                               | New Memories (avec DubVision)                                         | —                  | —                  | —                  | —                  | —                  | —                  | —                  | —                  | —                  | —                  |                                    |
| 2018                                                               | Helium (avec David Guetta vs Sia)                                     | —                  | —                  | —                  | 64                 | —                  | —                  | —                  | —                  | —                  | 43                 |                                    |
| 2018                                                               | Bad Company (avec Dirtcaps feat Stush)                                | —                  | —                  | —                  | —                  | —                  | —                  | —                  | —                  | —                  | —                  |                                    |
| 2018                                                               | Bed of Roses (feat Stanaj)                                            | —                  | —                  | —                  | —                  | —                  | —                  | —                  | —                  | —                  | —                  |                                    |
| 2018                                                               | Started (avec D.O.D. & Tim-Ber)                                       | —                  | —                  | —                  | —                  | —                  | —                  | —                  | —                  | —                  | —                  |                                    |
| 2018                                                               | One More Day (avec Jewelz & Sparks)                                   | —                  | —                  | —                  | —                  | —                  | —                  | —                  | —                  | —                  | —                  | Press Play                         |
| 2018                                                               | Step Back (avec MC Ambush)                                            | —                  | —                  | —                  | —                  | —                  | —                  | —                  | —                  | —                  | —                  | Press Play                         |
| 2018                                                               | Bassride                                                              | —                  | —                  | —                  | —                  | —                  | —                  | —                  | —                  | —                  | —                  | Press Play                         |
| 2018                                                               | Bringin It Back                                                       | —                  | —                  | —                  | —                  | —                  | —                  | —                  | —                  | —                  | —                  | Press Play                         |
| 2018                                                               | Let It Rip (avec Brohug feat Titus)                                   | —                  | —                  | —                  | —                  | —                  | —                  | —                  | —                  | —                  | —                  | Press Play                         |
| 2018                                                               | Own Game (avec Chasner)                                               | —                  | —                  | —                  | —                  | —                  | —                  | —                  | —                  | —                  | —                  | Press Play                         |
| 2018                                                               | Another Level                                                         | —                  | —                  | —                  | —                  | —                  | —                  | —                  | —                  | —                  | —                  | Press Play                         |
| 2018                                                               | When You're Gone (feat Jewelz & Sparks & Ester Dean)                  | —                  | —                  | —                  | —                  | —                  | —                  | —                  | —                  | —                  | —                  | Press Play                         |
| 2018                                                               | Time                                                                  | —                  | —                  | —                  | —                  | —                  | —                  | —                  | —                  | —                  | —                  | Press Play                         |
| 2018                                                               | 2012 (avec Chico Rose)                                                | —                  | —                  | —                  | —                  | —                  | —                  | —                  | —                  | —                  | —                  | Press Play                         |
| 2018                                                               | My City (avec Disto)                                                  | —                  | —                  | —                  | —                  | —                  | —                  | —                  | —                  | —                  | —                  | Press Play                         |
| 2018                                                               | Put It Down (avec Disto)                                              | —                  | —                  | —                  | —                  | —                  | —                  | —                  | —                  | —                  | —                  | Press Play                         |
| 2018                                                               | Flawless Victory (avec Ricky Breaker)                                 | —                  | —                  | —                  | —                  | —                  | —                  | —                  | —                  | —                  | —                  | Press Play                         |
| 2018                                                               | Pop That (feat Oliver Twizt & Angger Dimas & MC Ambush)               | —                  | —                  | —                  | —                  | —                  | —                  | —                  | —                  | —                  | —                  | Press Play                         |
| 2019                                                               | Sober (feat Rae Sremmurd & Stanaj)                                    | —                  | —                  | —                  | —                  | —                  | —                  | —                  | —                  | —                  | —                  |                                    |
| 2019                                                               | The Bass (avec Chico Rose)                                            | —                  | —                  | —                  | —                  | —                  | —                  | —                  | —                  | —                  | —                  |                                    |
| 2019                                                               | Switch (avec Jewelz & Sparks feat Emmalyn)                            | —                  | —                  | —                  | —                  | —                  | —                  | —                  | —                  | —                  | —                  |                                    |
| 2019                                                               | It Goes Like                                                          | —                  | —                  | —                  | —                  | —                  | —                  | —                  | —                  | —                  | —                  | Press Play 2                       |
| 2019                                                               | Can't Lose (avec Disto feat Titus)                                    | —                  | —                  | —                  | —                  | —                  | —                  | —                  | —                  | —                  | —                  | Press Play 2                       |
| 2019                                                               | Bass Is Kicking                                                       | —                  | —                  | —                  | —                  | —                  | —                  | —                  | —                  | —                  | —                  | Press Play 2                       |
| 2019                                                               | Back to Life (avec DubVision)                                         | —                  | —                  | —                  | —                  | —                  | —                  | —                  | —                  | —                  | —                  |                                    |
| 2020                                                               | All Night (feat Ally Brooke)                                          | —                  | —                  | —                  | —                  | —                  | —                  | —                  | —                  | —                  | —                  |                                    |
| 2020                                                               | 1234 (avec Fedde Le Grand feat MC Ambush)                             | —                  | —                  | —                  | —                  | —                  | —                  | —                  | —                  | —                  | —                  |                                    |
| 2020                                                               | Cloud 9 (avec Chico Rose feat Jeremih)                                | —                  | —                  | —                  | —                  | —                  | —                  | —                  | —                  | —                  | —                  |                                    |
| 2020                                                               | Hot (avec Saymyname)                                                  | —                  | —                  | —                  | —                  | —                  | —                  | —                  | —                  | —                  | —                  |                                    |
| 2020                                                               | Speechless (avec Chico Rose feat Azteck)                              | —                  | —                  | —                  | —                  | —                  | —                  | —                  | —                  | —                  | —                  |                                    |
| 2020                                                               | Hey Baby (avec Imanbek feat Gia Koka)                                 | —                  | —                  | —                  | —                  | —                  | —                  | —                  | —                  | —                  | —                  |                                    |
| 2020                                                               | Wish You Were Here (avec Dlmt feat Brandyn Burnette)                  | —                  | —                  | —                  | —                  | —                  | —                  | —                  | —                  | —                  | —                  |                                    |
| 2020                                                               | What Are We Waiting For? (avec Ally Brooke)                           | —                  | —                  | —                  | —                  | —                  | —                  | —                  | —                  | —                  | —                  |                                    |
| 2021                                                               | Start Over Again (avec Marc Benjamin feat Vula)                       | —                  | —                  | —                  | —                  | —                  | —                  | —                  | —                  | —                  | —                  |                                    |
| 2021                                                               | Boom Boom Pow (avec Zafrir)                                           | —                  | —                  | —                  | —                  | —                  | —                  | —                  | —                  | —                  | —                  |                                    |
| 2021                                                               | Stay Mine (avec Timmy Trumpet)                                        | —                  | —                  | —                  | —                  | —                  | —                  | —                  | —                  | —                  | —                  |                                    |
| 2021                                                               | Hero (avec David Guetta)                                              | 14                 | —                  | —                  | —                  | —                  | —                  | —                  | 192                | —                  | —                  |                                    |
| 2021                                                               | All Night Long (avec Azteck)                                          | —                  | —                  | —                  | —                  | —                  | —                  | —                  | —                  | —                  | —                  |                                    |
| 2021                                                               | You Got the Love (avec Chico Rose)                                    | —                  | —                  | —                  | —                  | —                  | —                  | —                  | —                  | —                  | —                  |                                    |
| 2021                                                               | To the Floor (avec Black V Neck)                                      | —                  | —                  | —                  | —                  | —                  | —                  | —                  | —                  | —                  | —                  |                                    |
| 2021                                                               | Anywhere With You (avec Lucas & Steve & DubVision)                    | 71                 | —                  | —                  | —                  | —                  | —                  | —                  | —                  | —                  | —                  |                                    |
| 2022                                                               | Trampoline (avec David Guetta & Missy Elliott & Bia & Doechii)        | —                  | —                  | —                  | —                  | —                  | —                  | —                  | —                  | —                  | —                  |                                    |
| 2022                                                               | Starts Right Now (avec Chasner)                                       | —                  | —                  | —                  | —                  | —                  | —                  | —                  | —                  | —                  | —                  |                                    |
| 2022                                                               | Worlds On Fire (avec R3hab feat Au/Ra)                                | —                  | —                  | —                  | —                  | —                  | —                  | —                  | —                  | —                  | —                  |                                    |
| 2022                                                               | Day N Night (avec Black V Neck feat Muni Long)                        | —                  | —                  | —                  | —                  | —                  | —                  | —                  | —                  | —                  | —                  |                                    |
| 2022                                                               | Feels Like Home (avec DubVision)                                      | —                  | —                  | —                  | —                  | —                  | —                  | —                  | —                  | —                  | —                  |                                    |
| 2022                                                               | Back to Where We Started (avec Nicky Romero)                          | —                  | —                  | —                  | —                  | —                  | —                  | —                  | —                  | —                  | —                  |                                    |
| 2022                                                               | Lose You (avec James Arthur)                                          | —                  | —                  | —                  | —                  | —                  | —                  | —                  | —                  | —                  | —                  |                                    |
| 2023                                                               | Shockwave (avec R3hab)                                                | —                  | —                  | —                  | —                  | —                  | —                  | —                  | —                  | —                  | —                  |                                    |
| 2023                                                               | Alone (avec Mike Williams)                                            | —                  | —                  | —                  | —                  | —                  | —                  | —                  | —                  | —                  | —                  |                                    |
| 2023                                                               | Off the Wall (avec Emad)                                              | —                  | —                  | —                  | —                  | —                  | —                  | —                  | —                  | —                  | —                  |                                    |
| 2023                                                               | Let Me Go (avec Theresa Rex)                                          | —                  | —                  | —                  | —                  | —                  | —                  | —                  | —                  | —                  | —                  |                                    |
| 2023                                                               | Chain Gang                                                            | —                  | —                  | —                  | —                  | —                  | —                  | —                  | —                  | —                  | —                  |                                    |
| 2023                                                               | Lift Me Up (avec LNY TNZ)                                             | —                  | —                  | —                  | —                  | —                  | —                  | —                  | —                  | —                  | —                  |                                    |
| 2023                                                               | Push It (avec Hardwell feat Meryll)                                   | —                  | —                  | —                  | —                  | —                  | —                  | —                  | —                  | —                  | —                  |                                    |
| 2024                                                               | We Can't Stop (avec Timmy Trumpet & Lil Jon)                          | —                  | —                  | —                  | —                  | —                  | —                  | —                  | —                  | —                  | —                  |                                    |
| "—" signifie que le single n'est pas classé ou sorti dans le pays. |                                                                       |                    |                    |                    |                    |                    |                    |                    |                    |                    |                    |                                    |

#### En tant qu'artiste invité
| Année                                                              | Titre                                                                                               | Meilleure position | Meilleure position | Meilleure position | Meilleure position | Meilleure position | Meilleure position | Meilleure position | Meilleure position | Meilleure position | Meilleure position | Certifications                                                                                      | Album               |
| Année                                                              | Titre                                                                                               | P-B                | ALL                | AUS                | AUT                | BEL (FLA)          | BEL (WAL)          | É-U                | FRA                | R-U                | SUI                | Certifications                                                                                      | Album               |
| ------------------------------------------------------------------ | --------------------------------------------------------------------------------------------------- | ------------------ | ------------------ | ------------------ | ------------------ | ------------------ | ------------------ | ------------------ | ------------------ | ------------------ | ------------------ | --------------------------------------------------------------------------------------------------- | ------------------- |
| 2011                                                               | Give Me Everything (Pitbull feat Ne-Yo & Afrojack & Nayer)                                          | 2                  | 1                  | 2                  | 2                  | 1                  | 1                  | 1                  | 2                  | 1                  | 2                  | - AUS : 6× Platine - CAN : 4× Platine - N-Z : 2× Platine - ESP : Platine - SUI : Or - R-U : Platine | Planet Pit          |
| 2011                                                               | We're All No One (Nervo feat Afrojack & Steve Aoki)                                                 | 89                 | —                  | —                  | —                  | —                  | —                  | —                  | —                  | —                  | —                  | | Collateral          |
| 2012                                                               | I Like (The Remix) (Pitbull feat Enrique Iglesias & Afrojack)                                       | —                  | —                  | —                  | —                  | —                  | —                  | —                  | —                  | —                  | —                  | |                     |
| 2015                                                               | Hey Mama (David Guetta feat Nicki Minaj & Bebe Rexha & Afrojack)                                    | 10                 | 9                  | 5                  | 5                  | 9                  | 9                  | 8                  | 6                  | 9                  | 10                 | | Listen              |
| 2015                                                               | Summer Madness (Sandaime J Soul Brothers feat Afrojack)                                             | —                  | —                  | —                  | —                  | —                  | —                  | —                  | —                  | —                  | —                  | | THE JSB LEGACY      |
| 2015                                                               | Lost Future (Watch the Duck feat Afrojack)                                                          | —                  | —                  | —                  | —                  | —                  | —                  | —                  | —                  | —                  | —                  | | The Trojan Horse EP |
| 2016                                                               | Hey (Fais feat Afrojack)                                                                            | 7                  | —                  | —                  | —                  | —                  | —                  | —                  | —                  | —                  | —                  | |                     |
| 2016                                                               | Drop That (Apster feat Afrojack & Ambush & Romysa)                                                  | —                  | —                  | —                  | —                  | —                  | —                  | —                  | —                  | —                  | —                  | |                     |
| 2018                                                               | 2012 (Ravitez feat Afrojack)                                                                        | —                  | —                  | —                  | —                  | —                  | —                  | —                  | —                  | —                  | —                  | |                     |
| 2018                                                               | Where Did the Love Go (Chico Rose feat Afrojack & Lyrica Anderson)                                  | —                  | —                  | —                  | —                  | —                  | —                  | —                  | —                  | —                  | —                  | |                     |
| 2018                                                               | Lost (Broederliefde feat Afrojack)                                                                  | 64                 | —                  | —                  | —                  | —                  | —                  | —                  | —                  | —                  | —                  | |                     |
| 2019                                                               | Ferrari (Cheat Codes feat Afrojack)                                                                 | —                  | —                  | —                  | —                  | —                  | —                  | —                  | —                  | —                  | —                  | | Level 2             |
| 2019                                                               | Cut It Up (PKCZ feat CL & Afrojack)                                                                 | —                  | —                  | —                  | —                  | —                  | —                  | —                  | —                  | —                  | —                  | |                     |
| 2019                                                               | We Got That Cool (Yves V feat Afrojack & Icona Pop)                                                 | —                  | —                  | —                  | —                  | —                  | 40                 | —                  | 183                | 68                 | —                  | |                     |
| 2019                                                               | Scarlet (Sandaime J Soul Brothers from Exile Tribe feat Afrojack & Yves & Adams & Giorgio Tuinfort) | —                  | —                  | —                  | —                  | —                  | —                  | —                  | —                  | —                  | —                  | | Raise the Flag      |
| 2019                                                               | Sad (Chico Rose feat Afrojack)                                                                      | —                  | —                  | —                  | —                  | —                  | —                  | —                  | —                  | —                  | —                  | |                     |
| 2020                                                               | Up All Night (VINAI & Hard Lights feat Afrojack)                                                    | —                  | —                  | —                  | —                  | —                  | —                  | —                  | —                  | —                  | —                  | |                     |
| 2021                                                               | Return of the Mack (Chasner & Rob Adans feat Afrojack)                                              | —                  | —                  | —                  | —                  | —                  | —                  | —                  | —                  | —                  | —                  | |                     |
| 2022                                                               | Really Love You (Shiah Maisel feat Afrojack)                                                        | —                  | —                  | —                  | —                  | —                  | —                  | —                  | —                  | —                  | —                  | |                     |
| 2023                                                               | Alone Again (Chico Rose feat Afrojack & Mougleta)                                                   | —                  | —                  | —                  | —                  | —                  | —                  | —                  | —                  | —                  | —                  | |                     |
| 2023                                                               | All I Need (Julian Cross feat Afrojack)                                                             | —                  | —                  | —                  | —                  | —                  | —                  | —                  | —                  | —                  | —                  | |                     |
| "—" signifie que le single n'est pas sorti ou classé dans le pays. | |                    |                    |                    |                    |                    |                    |                    |                    |                    |                    | |                     |

#### Autres singles classés
| Année | Single                    | Meilleure position | Meilleure position | Meilleure position | Meilleure position | Album                |
| Année | Single                    | ALL                | AUT                | FRA                | R-U                | Album                |
| ----- | ------------------------- | ------------------ | ------------------ | ------------------ | ------------------ | -------------------- |
| 2011  | Lunar (avec David Guetta) | 84                 | 58                 | 50                 | 90                 | Nothing but the Beat |

### Remixes
2006
- Dirtcaps - Needle Trip (Afrojack Remix)

2007
- Greg Cerrone feat Claudia Kennaugh - Invincible (Afrojack Dub Mix)

2008
- Sassah - Wayolin (Afrojack Remix)
- Carlos Silva feat Nelson Freitas & Q-Plus - Cré Sabe 2008 (Afrojack Remix)
- Steve Angello - Gypsy (Afrojack Remix)
- Tom Geiss & Eric G feat Stephen Pickup - Get Up (Afrojack Remix)
- Laidback Luke & Roman Salzger feat Boogshe - Generation Noise (Afrojack Remix)
- Hardwell presents Rehab - Mrkrstft (Afrojack Remix)

2009
- Spencer & Hill - Cool (Afrojack Remix)
- Kid Cudi feat Kanye West & Common - Make Her Say (Afrojack Remix)
- David Guetta feat Akon - Sexy Bitch (Afrojack Remix)
- Sidney Samson - Riverside (Afrojack Dutch Remix)
- Silvio Ecomo & Chuckie - Moombah! (Afrojack Remix)
- Redroche feat Laura Kidd - Give U More (Afrojack Mix)
- Mike Dunn presents The MD X-Spress - Deep Down (The Underground) (Afrojack Remix)
- Roog & Erick E present Housequake & Anita Kelsey - Shed My Skin (Afrojack Remix)
- Steve Angello & Laidback Luke feat Robin S. - Show Me Love (Afrojack Short Remix)
- Josh The Funky 1 - Rock to the Beat (Afrojack Remix)
- FM Audio - Killer (Afrojack Remix)
- HonoRebel feat Pitbull & Jump Smokers - Now You See It (Afrojack Remix)
- Dim Chris feat Angie - Love Can't Get U Wrong (Afrojack Remix)

2010
- Lady Gaga - Alejandro (Afrojack Remix)
- DJ Tocadisco & Nadia Ali - Better Run (Afrojack Remix)
- The Black Eyed Peas - The Time (Dirty Bit) (Afrojack Remix)
- David Guetta feat Rihanna - Who's That Chick? (Afrojack Remix / Tipsy Dub Remix)
- Benny Benassi presents The Biz - Satisfaction (Afrojack Remix)
- Duck Sauce - Barbra Streisand (Afrojack Ducky Mix)
- Larry Tee feat Roxy Cottontail - Let's Make Nasty (Afrojack Remix)
- Example - Kickstarts (Afrojack Remix)
- iSquare - Hey Sexy Lady (Afrojack Remix)
- Hitmeister D - Looking Out for Love (Afrojack Mix)

2011
- The Black Eyed Peas - The Time (Dirty Bit) (Afrojack Remix)
- Pitbull feat T-Pain - Hey Baby (Drop It to the Floor) (Afrojack "Fire" Mix)
- Ke$ha - Blow (Afrojack Funk the Streets Remix)
- Pitbull feat Ne-Yo & Afrojack & Nayer - Give Me Everything (Afrojack Remix)
- Snoop Dogg - Sweat (David Guetta & Afrojack Dub Remix)
- David Guetta feat Flo Rida & Nicki Minaj - Where Them Girls At (Afrojack Remix)
- David Guetta feat Taio Cruz & Ludacris - Little Bad Girl (David Guetta & Afrojack Dubstep Remix)
- Ian Carey feat Snoop Dogg & Bobby Anthony - Last Night (Afrojack Remix)
- The Wombats - Techno Fan (Afrojack Club Remix)
- Leona Lewis & Avicii - Collide (Afrojack Remix)
- ZZT - ZZafrika (Afrojack Rework)
- Lady Gaga - Marry the Night (Afrojack Remix)
- J. Pearl feat Shayne Ward - Must Be A Reason Why (Afrojack Remix)

2012
- Afrojack & Shermanology - Can't Stop Me (Afrojack & Buddha Remix)
- Steve Aoki & Angger Dimas feat Iggy Azalea - Beat Down (Afrojack Remix)
- Kirsty - Hands High (Afrojack Remix)
- Will.i.am feat Eva Simons - This Is Love (Afrojack Remix)
- Michael Jackson feat Pitbull - Bad 2012 (Afrojack Remix)
- Florence and the Machine - Shake It Out (Afrojack Remix)
- Imogen Heap - Hide and Seek (Afrojack Remix)
- R3hab & Swanky Tunes vs. Hard Rock Sofa - Sending My Love (Afrojack Edit)
- Wonder Girls - The DJ Is Mine (Afrojack Remix)
- Michael Jackson feat Pitbull - Bad (Afrojack Remix)
- Keane - Sovereign Light Café (Afrojack Remix)

2013
- Donna Summer - I Feel Love 2013 (Afrojack Remix)
- Psy - Gangnam Style (Afrojack Remix)
- Thirty Seconds to Mars - Do or Die (Afrojack Remix)
- Miley Cyrus - Wrecking Ball (Afrojack Remix)
- Afrojack feat Chris Brown - As Your Friend (Leroy Styles & Afrojack Extended Mix)
- Afrojack feat Spree Wilson - The Spark (Afrojack Club Edit)

2014
- Tiësto - Red Lights (Afrojack Remix)
- Robin Thicke - Forever Love (Afrojack Remix)
- Afrojack feat Wrabel - Ten Feet Tall (Afrojack & D-Wayne Remix)
- Ummet Ozcan - Raise Your Hands (Afrojack Edit)
- Ludacris feat Wiz Khalifa & Jeremih & Cashmere Cat - Party Girls (Afrojack Remix)

2015
- Ricky Martin - Vida (Afrojack Remix)
- George F - Wayo (Afrojack Remix)
- Karim Mika & Daniel Forster - Crunk (Afrojack Edit)
- Rihanna & Kanye West & Paul McCartney - FourFiveSeconds (Afrojack Remix)
- Mr Probz - Nothing Really Matters (Afrojack Remix)
- David Guetta feat Nicki Minaj & Bebe Rexha & Afrojack - Hey Mama (Afrojack Remix)
- Jeremih feat Flo Rida - Tonight Belongs to U! (Afrojack Remix)
- Magic! - No Way No (Afrojack Remix)
- Dimitri Vegas & Like Mike feat Ne-Yo - Higher Place (Afrojack Remix)
- "Final Fantasy XV" - Braver (Afrojack Remix)

2016
- Karim Mika - Sax (Afrojack Edit)
- D.O.D. - Taking You Back (Afrojack Edit)
- Desiigner - Panda (Afrojack Remix)
- Kiida - Balangala (Afrojack Edit)
- Kiida - Fork (Afrojack Edit)
- Major Lazer feat Justin Bieber & MØ - Cold Water (Afrojack Remix)

2017
- Spencer and Hill - Cool (Afrojack Remix)
- Lost Frequencies feat Alex Ehnström - All Or Nothing (Afrojack & Ravitez Remix)
- Big Sean - Bounce Back (Afrojack & Oliver Rosa Remix)
- D.O.D. - Trio (Afrojack Edit)
- David Guetta feat Justin Bieber - 2U (Afrojack Remix)
- Helene Fischer - Herzbeben (Afrojack Remix)
- Yellow Claw feat Moksi & Jonna Fraser - Open (Afrojack Remix)
- Major Lazer feat Travis Scott & Camila Cabello & Quavo - Know No Better (Afrojack Freemix)
- Mercer - Encore (DJ Afrojack & SAYMYNAME Remix)
- Ananya Birla - Livin' The Life (Afrojack Remix)

2018
- U2 - Get Out of Your Own Way (Afrojack Remix)
- Slushii - Level Up (Afrojack Live Edit)
- Jewelz & Sparks feat Pearl Andersson - All I See Is You (DJ Afrojack Edit)
- Nicky Romero & Stadiumx feat Matluck - Rise (Afrojack Remix)
- The Chainsmokers feat Kelsea Ballerini - This Feeling (Afrojack & Disto Remix)
- Alan Walker feat Au/Ra & Tomine Harket - Darkside (Afrojack & Chasner Remix)
- Kanye West & Lil Pump - I Love It (Afrojack & Disto Remix)

2019
- David Guetta & Bebe Rexha & J. Balvin - Say My Name (Afrojack & Chasner Remix)
- Jewelz & Sparks - Bring It Back (Afrojack & Sunnery James & Ryan Marciano Edit)
- Tayla Parx - Me Vs. Us (Afrojack X Jewelz & Sparks Remix)

2020
- Georgia Ku - Ever Really Know (Afrojack & Chico Rose Remix)

2021
- Elise Eriksen - Less (Afrojack Remix)
- VINAI & Paolo Pellegrino feat Shibui - Superman (Afrojack & Chico Rose Remix)
- Mari Cray - Back To Life (Afrojack & Chasner Remix)
- Noa Kirel - Please Don't Suck (Afrojack & Black V Neck Remix)
- Nicky Romero & MARF feat Wulf - Okay (Afrojack Remix)
- Chico Rose & SLVR - My Sound (Afrojack Edit)

2022
- Minelli - Nothing Hurts (Afrojack Remix)
- Sam Smith & Kim Petras - Unholy (Chasner & Afrojack Remix)

2023
- Afrojack & R3hab feat Au/Ra - Worlds On Fire (Afrojack & R3hab vs Vion Konger VIP Remix)
- Lil Uzi Vert - Just Wanna Rock (Malivai & Afrojack Remix)
- Ahmed Saad - El Youm El Helw Dah (Afrojack MDLBEAST Remix)
- Quintino - The Beach (Afrojack Edit)

## Sous d'autres noms

### NLW

#### Singles
- 2015 : Soundboy (avec Apster)
- 2016 : Party (avec Ambush)
- 2016 : Home
- 2017 : Around the World (avec Aspyer & Kiida)
- 2020 : Hydra (avec Blinders)
- 2022 : Party Girl (avec Dr. Phunk)
- 2022 : Get It (avec Phlegmatic Dogs)
- 2023 : Danger (avec Cesqeaux feat Kalibwoy)
- 2023 : Oral Music (avec Black V Neck)

#### Remixes
- 2017 : Afrojack & Cesqeaux feat O.T. Genasis - Life Good (NLW Remix)
- 2023 : Yufo - Bounce Again (NLW Edit)

### Kapuchon

#### Singles
- 2020 : 10 Years Later
- 2021 : Ey (avec Sven Fields)
- 2021 : Don't Change
- 2021 : Run and Hide
- 2021 : Waves (avec Manu)
- 2021 : Piano
- 2022 : Trouble (avec Chico Rose)
- 2023 : Education

### AJXJS (avecJewelz & Sparks)
- 2018 : The Moment